# Liste der Baudenkmäler in Eichendorf
Auf dieser Seite sind die Baudenkmäler in dem niederbayerischen Markt Eichendorf zusammengestellt. Diese Tabelle ist eine Teilliste der Liste der Baudenkmäler in Bayern. Grundlage ist die Bayerische Denkmalliste, die auf Basis des Bayerischen Denkmalschutzgesetzes vom 1. Oktober 1973 erstmals erstellt wurde und seither durch das Bayerische Landesamt für Denkmalpflege geführt wird. Die folgenden Angaben ersetzen nicht die rechtsverbindliche Auskunft der Denkmalschutzbehörde.

## Ensembles

### Ensemble Ortskern Adldorf
Das Ensemble zeigt eine barocke Verbindung zwischen Herrschaftssitz und Ort, Schloss und Pfarrkirche. Der eingefriedete Schlossbereich ist mit dem in sich geschlossenen Kirchenbereich über die trennende Wannersdorfer Straße hinweg durch einen gemauerten, auf massiven Arkadenpfeilern ruhenden Gang verknüpft. Dieser stammt noch aus der Erbauungszeit der Kirche von 1737 und führt vom Schlossbau ehemals des 17. Jahrhunderts – und seit dessen Brand 1906 vom Neubarockbau an gleicher Stelle – zur nördlichen Chorseite der Kirche, wo die gräfliche Familie vom obergeschossigen Oratorium aus dem Gottesdienst beiwohnen konnte. Am Kirchenbau verweisen der langgestreckte Chor und das Gräflich Arcosche Wappen am Hochaltar auf die Doppelfunktion von Hof- und Pfarrkirche. Eine entsprechende Doppel-Charakteristik von Dorfnähe und zugleich höfischer Distanzierung zeigt der Schlossbezirk selbst: Zu dem südwestlichen Dorfbereich vermittelt der dreiflügelige, walmgedeckte Verwaltungs- und Bedienstetenwohnbau mit einem fast bäuerlichen Vorgärtchen (Hauptstraße 14; Wannersdorfer Straße 2 und 4), während der Schlossbau separat in der Mitte des Parks steht, teils von Gartenflächen nach französischer Ordnung, teils von gemischten Baumbeständen nach englischer Art umgeben. Aktennummer: E-2-79-113-1.

## Baudenkmäler nach Ortsteilen

### Eichendorf
| Lage                                | Objekt                             | Beschreibung | Akten-Nr.              | Bild           |
| ----------------------------------- | ---------------------------------- | --- | ---------------------- | -------------- |
| Hinteranger 20 (Standort)           | Wohnhaus                           | erdgeschossiger Blockbau mit Kniestock und vorgezogenem Satteldach, zweite Hälfte 17. Jahrhundert                                                                                            | D-2-79-113-1 Wikidata  | BW             |
| Hinteranger 26 (Standort)           | Ehem. Kleinbauernhaus              | zweigeschossiger Blockbau mit vorgezogenem Satteldach, zweite Hälfte 18. Jahrhundert | D-2-79-113-2 Wikidata  | BW             |
| Marktplatz 21 (Standort)            | Katholische Pfarrkirche St. Martin | Chor und Turmuntergeschosse spätgotisch, 1466, Turm um 1720 (Langhaus von 1955/56); mit Ausstattung                                                                                          | D-2-79-113-6 Wikidata  | weitere Bilder |
| Oberanger 32 (Standort)             | Wohnhaus                           | zweigeschossiger verschindelter Blockbau mit teilverschalter Giebellaube und Holzsägearbeiten, zweite Hälfte 18. Jahrhundert, Dach später aufgesteilt                                        | D-2-79-113-9 Wikidata  | BW             |
| Pfarrkirchener Straße 20 (Standort) | Friedhofskapelle                   | neugotischer Bau mit Dachreiter, zweite Hälfte 19. Jahrhundert, mit Ausstattung; Reste der Friedhofsmauer mit Grabmälern, ab zweiter Hälfte 19. Jahrhundert; Friedhofskreuz, bezeichnet 1854 | D-2-79-113-10 Wikidata | BW             |

### Adldorf
| Lage                                                            | Objekt                                   | Beschreibung | Akten-Nr.              | Bild           |
| --------------------------------------------------------------- | ---------------------------------------- | --- | ---------------------- | -------------- |
| Hauptstraße 10, 12, 14, Wannersdorfer Straße 2, 4, 5 (Standort) | Schloss                                  | dreigeschossiger Neubarockbau mit Mansardwalmdach und Segmentbogengiebel über Mittelrisalit, nördlich anschließend L-förmiger zweigeschossiger Anbau, 1906; dreiflügeliges Verwaltungs- und Wohngebäude, Walmdachbau, wohl 18. Jahrhundert; gedeckter Gang auf Arkadenbögen vom Schloss zur Kirche; Gartenmauer | D-2-79-113-13 Wikidata | weitere Bilder |
| Wannersdorfer Straße 5 (Standort)                               | Katholische Pfarrkirche Mariä Empfängnis | barocker Saalbau mit Walmdach und Nordturm, wohl von Johann Georg Hirschstetter, 1736/37; mit Ausstattung | D-2-79-113-12 Wikidata | weitere Bilder |
| Stöckepoint, südlich am Waldrand (Standort)                     | Feldkapelle                              | Satteldachbau mit neuromanischer Putzgliederung, Ende 19. Jahrhundert | D-2-79-113-15 Wikidata | BW             |
| Von Adldorf nach Wannersdorf, an der Vilsbrücke (Standort)      | Kapellenbildstock                        | kleiner Bau mit Pyramidendach und Figur des heiligen Johann von Nepomuk, 18. Jahrhundert | D-2-79-113-14 Wikidata | BW             |

### Aufhausen
| Lage                                | Objekt                              | Beschreibung | Akten-Nr.              | Bild                                |
| ----------------------------------- | ----------------------------------- | --- | ---------------------- | ----------------------------------- |
| Reichersdorfer Straße 4 (Standort)  | Ehemaliges Schulhaus                | winkelförmiger zweigeschossiger Satteldachbau mit abgewalmten Nordflügel und eingeschossigem Vorbau im Winkel, Zwerchgiebel und Bodenerker, 1911 | D-2-79-113-91 Wikidata | BW                                  |
| Reichersdorfer Straße 11 (Standort) | Bildstock                           | geschlämmter Backsteinbau, mit Wies-Heiland, 18./19. Jahrhundert; am westlichen Ortsausgang                                                      | D-2-79-113-20 Wikidata | Bildstock                           |
| Schmiedstraße 5 (Standort)          | Katholische Pfarrkirche St. Michael | neugotische Saalkirche von 1894, Turm 13. Jahrhundert; mit Ausstattung                                                                           | D-2-79-113-19 Wikidata | Katholische Pfarrkirche St. Michael |

### Berg
| Lage                                        | Objekt      | Beschreibung                                 | Akten-Nr.              | Bild |
| ------------------------------------------- | ----------- | -------------------------------------------- | ---------------------- | ---- |
| Berg 8, südöstlich an der Straße (Standort) | Feldkapelle | kleiner Satteldachbau, Mitte 19. Jahrhundert | D-2-79-113-21 Wikidata | BW   |

### Birnbaum
| Lage                     | Objekt     | Beschreibung                                          | Akten-Nr.              | Bild |
| ------------------------ | ---------- | ----------------------------------------------------- | ---------------------- | ---- |
| Nähe Birnbaum (Standort) | Hofkapelle | kleiner Satteldachbau mit Dachreiter, bezeichnet 1883 | D-2-79-113-22 Wikidata | BW   |

### Burg
| Lage                                             | Objekt  | Beschreibung                                                           | Akten-Nr.              | Bild |
| ------------------------------------------------ | ------- | ---------------------------------------------------------------------- | ---------------------- | ---- |
| Dornach 32, nordöstlich an der Straße (Standort) | Kapelle | einfacher Satteldachbau, erste Hälfte 19. Jahrhundert; mit Ausstattung | D-2-79-113-24 Wikidata | BW   |

### Dornach
| Lage                  | Objekt                                 | Beschreibung                                                                                              | Akten-Nr.              | Bild           |
| --------------------- | -------------------------------------- | --- | ---------------------- | -------------- |
| Dornach 21 (Standort) | Katholische Pfarrkirche St. Laurentius | spätgotische Saalkirche, Anfang 16. Jahrhundert, Turm mit Treppengiebeln 13. Jahrhundert; mit Ausstattung | D-2-79-113-25 Wikidata | weitere Bilder |
| Dornach 28 (Standort) | Ehemaliges Pfarrhaus                   | zweigeschossiger Bau mit Mansardwalmdach, 1913                                                            | D-2-79-113-26 Wikidata | BW             |

### Enzerweis
| Lage                                           | Objekt                | Beschreibung | Akten-Nr.              | Bild |
| ---------------------------------------------- | --------------------- | --- | ---------------------- | ---- |
| Enzerweis 36 (Standort)                        | Ehemaliges Bauernhaus | zweigeschossiger Satteldachbau mit Traufschrot und Figurennische im Giebelfeld, Blockbau-Obergeschoss zum Teil verschalt bzw. verschindelt, Ende 17. Jahrhundert | D-2-79-113-27 Wikidata | BW   |
| In Enzerweis, am östlichen Ortsrand (Standort) | Straßenkapelle        | kleiner Satteldachbau mit kleinem Dachreiter, 1873 | D-2-79-113-28 Wikidata | BW   |

### Exing
| Lage                | Objekt                               | Beschreibung                                                                 | Akten-Nr.              | Bild                                 |
| ------------------- | ------------------------------------ | ---------------------------------------------------------------------------- | ---------------------- | ------------------------------------ |
| Exing 4 (Standort)  | Wegkapelle                           | kleiner Bau mit Satteldach, Lourdesgrotte, zweite Hälfte 19. Jahrhundert     | D-2-79-113-30 Wikidata | BW                                   |
| Exing 19 (Standort) | Katholische Pfarrkirche St. Wolfgang | Saalkirche mit Dachreiter, 15. Jahrhundert, 1875 verlängert; mit Ausstattung | D-2-79-113-29 Wikidata | Katholische Pfarrkirche St. Wolfgang |

### Ganackersberg
| Lage                          | Objekt                             | Beschreibung                                                                                   | Akten-Nr.              | Bild |
| ----------------------------- | ---------------------------------- | ---------------------------------------------------------------------------------------------- | ---------------------- | ---- |
| Nähe Ganackersberg (Standort) | Katholische Filialkirche St. Georg | spätromanische Saalkirche mit geradem Chorschluss, Nordturm mit Treppengiebel, 13. Jahrhundert | D-2-79-113-33 Wikidata | BW   |

### Haid
| Lage              | Objekt                                | Beschreibung | Akten-Nr.              | Bild |
| ----------------- | ------------------------------------- | --- | ---------------------- | ---- |
| Haid 4 (Standort) | Katholische Filialkirche St. Salvator | Saalkirche mit eingezogenem Chor und Südturm, Langhaus und Turmunterbau im Kern 1473, Neubau wohl nach Plänen von Dominico Mazio (Dominikus Magzin, ca. 1660–1730) 1720/30; mit Ausstattung | D-2-79-113-36 Wikidata | BW   |

### Hartkirchen
| Lage                      | Objekt                                    | Beschreibung | Akten-Nr.              | Bild |
| ------------------------- | ----------------------------------------- | --- | ---------------------- | ---- |
| Hartkirchen 58 (Standort) | Katholische Pfarrkirche Mariä Himmelfahrt | Saalkirche mit halbrundem Chorschluss, Südturm mit Treppengiebel, 1769/75, Turm zweite Hälfte 15. Jahrhundert; mit Ausstattung | D-2-79-113-38 Wikidata | BW   |

### Hütt
| Lage              | Objekt                                        | Beschreibung | Akten-Nr.              | Bild |
| ----------------- | --------------------------------------------- | --- | ---------------------- | ---- |
| Hütt 4 (Standort) | Ehemalige katholische Filialkirche St. Martin | Saalkirche mit geradem Chorschluss, Nordturm mit Treppengiebel, um 1300, barock erhöht und 1881 verlängert; mit Ausstattung | D-2-79-113-40 Wikidata | BW   |
| Hütt 5 (Standort) | Kleinbauernhaus                               | ehemaliges Mitterstallhaus, verschindelter zweigeschossiger Blockbau, zweite Hälfte 18. Jahrhundert, Dach später            | D-2-79-113-41 Wikidata | BW   |

### Indersbach
| Lage                     | Objekt                                          | Beschreibung | Akten-Nr.              | Bild |
| ------------------------ | ----------------------------------------------- | --- | ---------------------- | ---- |
| Indersbach 26 (Standort) | Ehem. Kleinbauernhaus                           | Flachsatteldachbau mit Blockbau-Obergeschoss, erste Hälfte 18. Jahrhundert                                                   | D-2-79-113-42 Wikidata | BW   |
| Indersbach 52 (Standort) | Katholische Filialkirche St. Jakobus der Ältere | Saalkirche mit Nordturm, spätromanisch, zweite Hälfte 13. Jahrhundert, Turm 1812 und 1860, Erweiterung 1901; mit Ausstattung | D-2-79-113-43 Wikidata | BW   |

### Kellerhäuser
| Lage                      | Objekt            | Beschreibung | Akten-Nr.              | Bild |
| ------------------------- | ----------------- | --- | ---------------------- | ---- |
| Burglehen (Standort)      | Wallfahrtskapelle | sogenannte Holzkapelle, kleiner Bau mit Dachreiter, letztes Drittel 19. Jahrhundert; mit Ausstattung | D-2-79-113-48 Wikidata | BW   |
| Kellerhäuser 6 (Standort) | Doppelhaus        | östliches Wohnhaus, zweigeschossiger Blockbau mit Satteldach, 18./19. Jahrhundert, Dach später; westliches Wohnhaus, zweigeschossiger Satteldachbau mit Traufschrot, 19. Jahrhundert                                                      | D-2-79-113-45 Wikidata | BW   |
| Kellerhäuser 8 (Standort) | Wohnturm          | zweigeschossig, mit Zinnen, zweite Hälfte 19. Jahrhundert; zum Schloss Adldorf gehörig | D-2-79-113-47 Wikidata | BW   |
| Kellerhäuser 9 (Standort) | Kleinbauernhaus   | zweigeschossiger Blockbau mit Traufschrot und flach geneigtem Satteldach, Südseite verschalt, Ende 18. Jahrhundert; Stadel, verschalte Ständerkonstruktion mit Satteldach, um 1800, Erweiterungen nach Norden und Westen um und nach 1850 | D-2-79-113-46 Wikidata | BW   |

### Kröhstorf
| Lage                     | Objekt                               | Beschreibung | Akten-Nr.              | Bild                       |
| ------------------------ | ------------------------------------ | --- | ---------------------- | -------------------------- |
| Kröhstorf 61 (Standort)  | Katholische Filialkirche St. Stephan | Saalkirche mit halbrund geschlossenem Chor und Westturm, Langhaus gegen 1300, Chor und Turm 18. Jahrhundert; mit Ausstattung; westlicher Teil der Friedhofsmauer, mit Blendarkaden, 17./18. Jahrhundert | D-2-79-113-50 Wikidata | weitere Bilder             |
| Kröhstorf 130 (Standort) | Ehemaliges Kleinbauernhaus           | zweigeschossiger Satteldachbau, zum Teil verschindelter bzw. verschalter Blockbau, zweite Hälfte 18. Jahrhundert, Dach später                                                                           | D-2-79-113-51 Wikidata | Ehemaliges Kleinbauernhaus |
| Kronwittberg (Standort)  | Waldkapelle                          | Putzbau mit Satteldach und zwei Nischen, Lourdesgrotte, bezeichnet 1902 | D-2-79-113-52 Wikidata | Waldkapelle                |

### Lappersdorf
| Lage                     | Objekt                                    | Beschreibung | Akten-Nr.              | Bild                                      |
| ------------------------ | ----------------------------------------- | --- | ---------------------- | ----------------------------------------- |
| Lappersdorf 3 (Standort) | Katholische Filialkirche Mariä Empfängnis | Saalkirche mit Nordturm und geradem Chorschluss, im Kern 13./14. Jahrhundert, Ausbau im 15. Jahrhundert, 1865 und Ende 19. Jahrhundert; mit Ausstattung | D-2-79-113-53 Wikidata | Katholische Filialkirche Mariä Empfängnis |

### Ölling
| Lage                   | Objekt     | Beschreibung                                                                        | Akten-Nr.              | Bild |
| ---------------------- | ---------- | ----------------------------------------------------------------------------------- | ---------------------- | ---- |
| Nähe Ölling (Standort) | Wegkapelle | mit Wandgliederung und Giebeldreieck, erste Hälfte 18. Jahrhundert; mit Ausstattung | D-2-79-113-56 Wikidata | BW   |
| Ölling 1 (Standort)    | Stadel     | zweitennig mit Blockwänden und Satteldach, zweite Hälfte 18. Jahrhundert            | D-2-79-113-55 Wikidata | BW   |

### Paßhausen
| Lage                   | Objekt                                      | Beschreibung | Akten-Nr.              | Bild |
| ---------------------- | ------------------------------------------- | --- | ---------------------- | ---- |
| Paßhausen 3 (Standort) | Kleinbauernhaus                             | Flachsatteldachbau mit Blockbau-Obergeschoss, Traufschrot und Giebelschrot, zweite Hälfte 18. Jahrhundert                 | D-2-79-113-57 Wikidata | BW   |
| Paßhausen 6 (Standort) | Katholische Filialkirche St. Peter und Paul | Saalkirche mit Nordturm, Chor mit Halbkreisschluss, erstes Viertel 18. Jahrhundert, Turm 15. Jahrhundert; mit Ausstattung | D-2-79-113-58 Wikidata | BW   |

### Perbing
| Lage                                | Objekt                                | Beschreibung                                                                                    | Akten-Nr.              | Bild |
| ----------------------------------- | ------------------------------------- | ----------------------------------------------------------------------------------------------- | ---------------------- | ---- |
| Sankt-Nikolaus-Straße 2 (Standort)  | Ehemaliges Bauernhaus                 | Satteldachbau mit Blockbau-Obergeschoss, im Kern 18. Jahrhundert, Dach später                   | D-2-79-113-59 Wikidata | BW   |
| Sankt-Nikolaus-Straße 25 (Standort) | Katholische Filialkirche St. Nikolaus | romanischer Saalbau mit quadratischem Chorschluss, südlich Sattelturm, um 1300; mit Ausstattung | D-2-79-113-60 Wikidata | BW   |

### Pitzling
| Lage                   | Objekt            | Beschreibung | Akten-Nr.              | Bild        |
| ---------------------- | ----------------- | --- | ---------------------- | ----------- |
| Pitzling 15 (Standort) | Dreiseithof       | Wohnhaus, zweigeschossiger Satteldachbau mit Traufschrot und Schweifgiebel, um 1860/70; östlich Wirtschaftstrakt, mit Schweifgiebel, um 1860/70; westlich Wirtschaftstrakt, mit Schweifgiebel, um 1860/70 | D-2-79-113-62 Wikidata | Dreiseithof |
| Pitzling 68 (Standort) | Kapelle St. Maria | neubarocker Putzbau, 1908; mit Ausstattung | D-2-79-113-63 Wikidata | BW          |

### Pöcking
| Lage                 | Objekt  | Beschreibung                                                        | Akten-Nr.              | Bild |
| -------------------- | ------- | ------------------------------------------------------------------- | ---------------------- | ---- |
| Pöcking 6 (Standort) | Kapelle | kleiner Satteldachbau, Ende 18. Jahrhundert; am westlichen Ortsrand | D-2-79-113-66 Wikidata | BW   |

### Prunn
| Lage                      | Objekt                              | Beschreibung | Akten-Nr.              | Bild                                |
| ------------------------- | ----------------------------------- | --- | ---------------------- | ----------------------------------- |
| Adldorfer Feld (Standort) | Straßenkapelle                      | neugotischer kleiner Bau mit Satteldach, bezeichnet 1864 | D-2-79-113-69 Wikidata | BW                                  |
| Prunn 18 (Standort)       | Kleinbauernhaus                     | Flachsatteldachbau mit Blockbau-Obergeschoss und zwei Giebelschroten, zweite Hälfte 18. Jahrhundert                                                           | D-2-79-113-67 Wikidata | BW                                  |
| Prunn 25 (Standort)       | Katholische Filialkirche St. Martin | spätromanischer Saalbau, 13. Jahrhundert, Turm spätgotisch; mit Ausstattung; Friedhofsmauer, Ziegelmauer mit gerundeter Ziegelabdeckung, wohl 19. Jahrhundert | D-2-79-113-68 Wikidata | Katholische Filialkirche St. Martin |

### Rannersdorf
| Lage                      | Objekt                                          | Beschreibung | Akten-Nr.              | Bild                                            |
| ------------------------- | ----------------------------------------------- | --- | ---------------------- | ----------------------------------------------- |
| Rannersdorf 6 (Standort)  | Katholische Filialkirche St. Jakobus der Ältere | im Kern romanische Saalkirche mit Nordturm, erweitert und umgebaut Ende 19. Jahrhundert; mit Ausstattung | D-2-79-113-70 Wikidata | Katholische Filialkirche St. Jakobus der Ältere |
| Rannersdorf 16 (Standort) | Vierseithof                                     | Vierseithof, bezeichnet 1914; Wohnhaus, zweigeschossiger Bau mit neubarocker Fassadengestaltung und Schweifgiebel, Umbau und Fassade 1914, im Kern Stockhaus 18. Jahrhundert; östlich Scheune, zweigeschossiger Satteldachbau mit Schweifgiebel und Putzgliederung; südliches Wirtschaftsgebäude, Satteldachbau mit Putzgliederung, westlich mit Schweifgiebel; westliches Wirtschaftsgebäude, Satteldachbau mit Putzgliederung und Arkaden. | D-2-79-113-71 Wikidata | weitere Bilder                                  |

### Reichstorf
| Lage                     | Objekt                                       | Beschreibung | Akten-Nr.              | Bild |
| ------------------------ | -------------------------------------------- | --- | ---------------------- | ---- |
| Reichstorf 21 (Standort) | Ehemaliges Wohnstallhaus des Dreiseithofes   | Wohnteil als zweigeschossiger Blockbau mit Satteldach, um 1780, Dach modern; Stadel, verschalt, mit Steildach, 18. Jahrhundert | D-2-79-113-74 Wikidata | BW   |
| Reichstorf 26 (Standort) | Katholische Filialkirche Hl. Kreuzauffindung | ehemalige Schlosskapelle, Saalkirche mit Westturm und eingezogenem Chor, 14. Jahrhundert, barockisiert; mit Ausstattung        | D-2-79-113-75 Wikidata | BW   |
| Reichstorf 31 (Standort) | Hakenhof                                     | Wohnteil mit Blockbau-Obergeschoss und Traufschrot, im Kern zweite Hälfte 18. Jahrhundert, Dach 19. Jahrhundert                | D-2-79-113-77 Wikidata | BW   |
| Reichstorf 40 (Standort) | Ehemaliger Kleinbauernhof                    | zweigeschossiger Blockbau mit Traufschrot und Giebelschrot, 18. Jahrhundert, Dach später                                       | D-2-79-113-78 Wikidata | BW   |
| Reichstorf 46 (Standort) | Ehemaliges Kleinbauernhaus                   | Satteldachbau mit Blockbau-Obergeschoss, 18. Jahrhundert, Dach Ende 19. Jahrhundert                                            | D-2-79-113-79 Wikidata | BW   |

### Rengersdorf
| Lage                     | Objekt                                | Beschreibung                                                                                    | Akten-Nr.              | Bild |
| ------------------------ | ------------------------------------- | ----------------------------------------------------------------------------------------------- | ---------------------- | ---- |
| Rengersdorf 2 (Standort) | Katholische Filialkirche St. Leonhard | Saalkirche mit eingezogenem Chor und Dachreiter, zweite Hälfte 15. Jahrhundert; mit Ausstattung | D-2-79-113-80 Wikidata | BW   |

### Stinglham
| Lage                   | Objekt     | Beschreibung                                          | Akten-Nr.              | Bild |
| ---------------------- | ---------- | ----------------------------------------------------- | ---------------------- | ---- |
| Stinglham 1 (Standort) | Wegkapelle | neugotischer Bau mit Dachreiter, Ende 19. Jahrhundert | D-2-79-113-49 Wikidata | BW   |

### Thomasbach
| Lage                     | Objekt                                       | Beschreibung                                                                                           | Akten-Nr.              | Bild |
| ------------------------ | -------------------------------------------- | --- | ---------------------- | ---- |
| In Thomasbach (Standort) | Ehemalige katholische Filialkirche St. Vitus | geschlämmter Backsteinbau, im Kern romanische Saalkirche, zweite Hälfte 15. Jahrhundert, Westturm 1710 | D-2-79-113-83 Wikidata | BW   |

### Wannersdorf
| Lage                      | Objekt                                | Beschreibung | Akten-Nr.              | Bild        |
| ------------------------- | ------------------------------------- | --- | ---------------------- | ----------- |
| Wannersdorf 8 (Standort)  | Katholische Filialkirche St. Nikolaus | Saalkirche mit Westturm, einheitlicher Bau aus der Mitte des 18. Jahrhunderts; mit Ausstattung | D-2-79-113-86 Wikidata | BW          |
| Wannersdorf 25 (Standort) | Kapelle                               | neugotischer Bau mit Dachreiter, bezeichnet 1852; mit Ausstattung | D-2-79-113-89 Wikidata | BW          |
| Wannersdorf 25 (Standort) | Dreiseithof                           | einheitlich um 1860/70; Wohnhaus, zweigeschossiger Satteldachbau mit Traufschrot und Treppengiebel, bezeichnet 1859; nördliches Wirtschaftsgebäude, mit Treppengiebeln; östliches Wirtschaftsgebäude, mit Treppengiebel und Arkaden | D-2-79-113-88 Wikidata | Dreiseithof |

## Ehemalige Baudenkmäler
In diesem Abschnitt sind Objekte aufgeführt, die früher einmal in der Denkmalliste eingetragen waren, jetzt aber nicht mehr. Objekte, die in anderem Zusammenhang – also z. B. als Teil eines Baudenkmals – weiter eingetragen sind, sollen hier nicht aufgeführt werden. Aktennummern in diesem Abschnitt sind ehemalige, jetzt nicht mehr gültige Aktennummern.

| Lage                                 | Objekt          | Beschreibung                                                               | Akten-Nr.              | Bild |
| ------------------------------------ | --------------- | -------------------------------------------------------------------------- | ---------------------- | ---- |
| Attenkaisen Attenkaisen 2 (Standort) | Stadel          | Ständerriegelbau mit Satteldach, 18./19. Jahrhundert                       | D-2-79-113-16 Wikidata | BW   |
| Thomasbach Thomasbach 1 (Standort)   | Kleinbauernhaus | zweigeschossiger Blockbau mit Satteldach, 18./19. Jahrhundert, Dach später | D-2-79-113-84 Wikidata | BW   |

## Abgegangene Baudenkmäler
In diesem Abschnitt sind Objekte aufgeführt, die früher einmal in der Denkmalliste eingetragen waren, jetzt aber nicht mehr existieren, z. B. weil sie abgebrochen wurden. Aktennummern in diesem Abschnitt sind ehemalige, jetzt nicht mehr gültige Aktennummern.

| Lage                                | Objekt   | Beschreibung                                                                                              | Akten-Nr.              | Bild |
| ----------------------------------- | -------- | --- | ---------------------- | ---- |
| Reichstorf Reichstorf 19 (Standort) | Hakenhof | zweigeschossiger Blockbau mit Satteldach, zweite Hälfte 18. Jahrhundert, Dach später, bezeichnet 1781 (?) | D-2-79-113-73 Wikidata | BW   |